# Munro (montañismo)

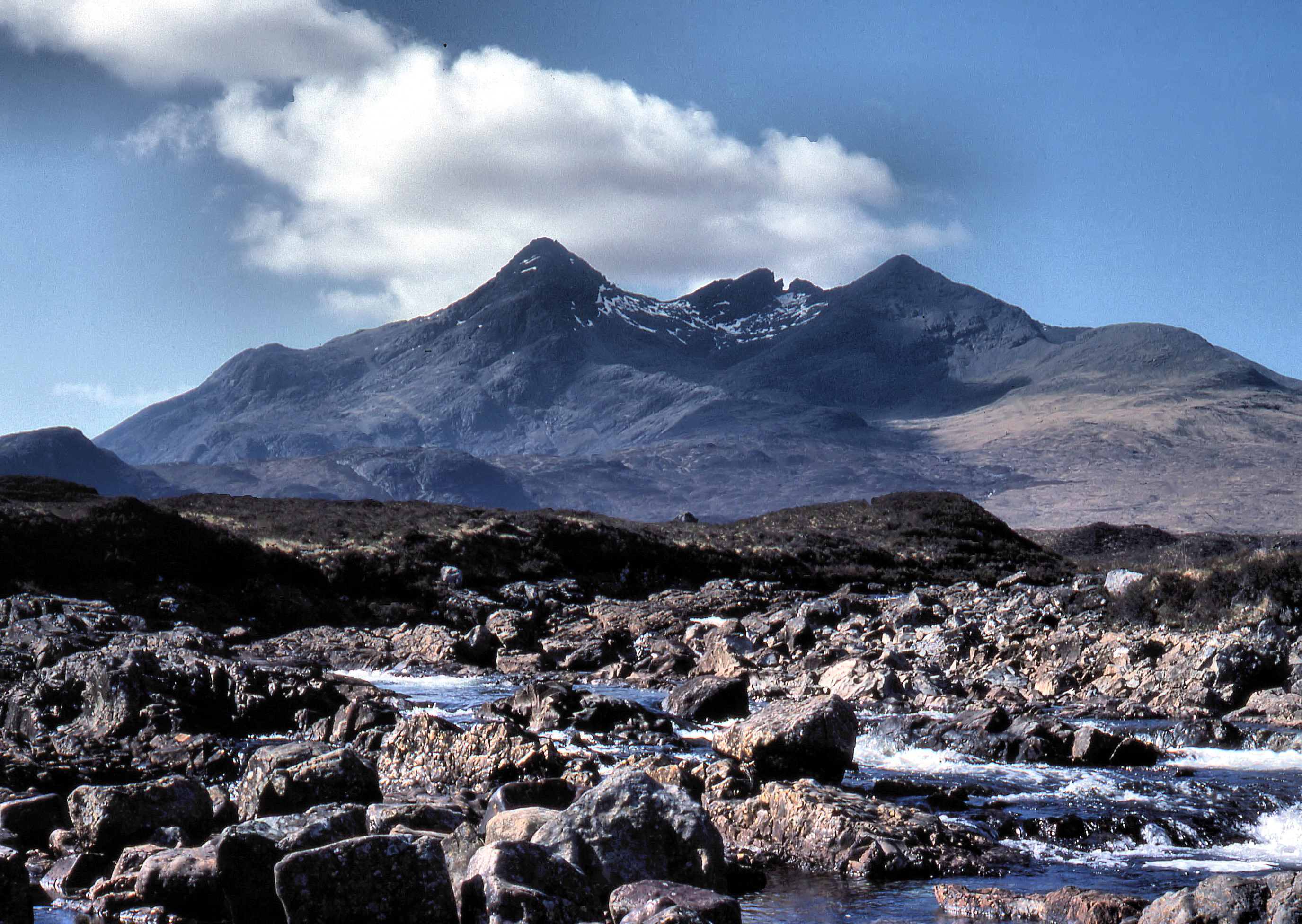
Sgurr nan Gillean en las Cuillin, isla de Skye.

Un munro es una montaña escocesa con una altura por encima de los 3000 pies (910 m s. n. m.). Reciben este nombre por Sir Hugh Munro (1856–1919), quien elaboró la primera compilación de un catálogo de tales colinas, conocidas como las Munro's Tables (Tablas de Munro), en 1891. Una «Munro top» («cumbre Munro») es una cima por encima de 910 metros que no está considerada como una montaña individual.

## Historia
Antes de la publicación de las Munro's Tables había una considerable incertidumbre sobre el número de picos que superaban los 910 metros en Escocia, con estimaciones que iban desde 30 hasta 300. La lista original de Sir Hugh Munro, publicada en el Scottish Mountaineering Club Journal ("Diario del Club Alpinista Escocés") en septiembre de 1891, incluía 538 cumbres de más de 3000 pies, de las que 283 eran consideradas como "montañas separadas"; el término "Munro" se aplica a estas últimas, mientras que las cumbres menores son conocidas como "tops". Munro no estableció ninguna medida de prominencia topográfica por la que un pico era calificado como una montaña separada, y desde entonces ha habido bastante debate al respecto sobre cuán distintas deben ser dos alturas para ser consideradas dos "munros" diferentes.
El Scottish Mountaineering Club (SMC) ha llevado a cabo una serie de revisiones de las tablas, tanto en respuesta a nuevos datos de altitud en mapas de la Ordnance Survey y para dirigirse a la inconsistencia percibida de qué pico puede alcanzar el estatus de un munro. En el año 1997, todas las cumbres con una prominencia de 500 pies (150 m) o más han sido consideradas un munro. Como resultado de ello en las cumbres subsidiarias de varias montañas bien conocidas como el Beinn Alligin, Beinn Eighe y Buachaille Etive Mòr, alcanzaron estatus de munro. Esto estaba en línea con otros sistemas de clasificación de Escocia, como los Corbetts de 2.500–3.000 pies (760–910 m) y los Grahams 2.000–2.500 pies (610–760 m), que requieren que un pico tenga una prominencia de 500 pies para ser incluidos; sin embargo, los munros aún carecen de un conjunto de criterios rígidos para su inclusión, con muchas cumbres de prominencia menor incluidas como montañas separadas.
La revisión actual, publicada en 1997, contiene 284 Munros y 227 "tops" menores. Todos están en las Tierras Altas de Escocia, al norte de la falla de las Highlands.
Tradicionalmente se ha considerado que la primera persona que escaló todos los munros fue el Reverendo A. E. Robertson, en 1901. Sin embargo, la investigación posterior ha arrojado alguna duda sobre esta pretensión, y no es seguro que alcanzase la cumbre del Ben Wyvis. Si se elimina a Robertson, el primer "munroista" sería Ronald Burn, quien acabó en 1923. Burn es también, sin duda alguna, la primera persona que ascendió todas las cumbres secundarias o "tops".
Hamish Brown hizo la primera ronda continuada de munros, excepto por lo que se refiere a los ferries que tuvo que tomar para llegar a las islas de Skye y Mull, entre el 4 de abril y el 24 de julio de 1974 caminando 1639 millas (2.638 km), 150 km de los cuales fueron en bicicleta, con 449.000 pies (137.000 metros) de ascensión. Estas ascensiones se relatan en su libro Hamish's Mountain Walk, al que a menudo se atribuye el haber despertado las popularidad del coleccionismo de munros como hobby. La mayoría de los coleccionistas de munros emplean varios años en cumplir con este reto.

## Ascendiendo los munros

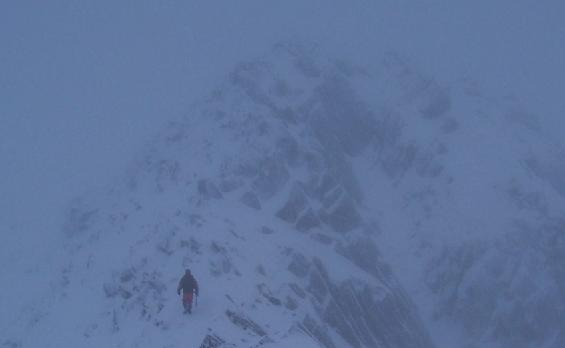
Malas condiciones climatológicas en The Saddle en invierno.

A pesar de su altitud, relativamente modesta en comparación con algunas cordilleras continentales, pasear y escalar las montañas escocesas puede ser muy traicionero por su latitud y exposición a los sistemas climáticos atlánticos. Incluso en el verano, las condiciones pueden ser terribles; no son infrecuentes la niebla espesa, los fuertes vientos, la lluvia intensa y las temperaturas heladoras en la cumbre.
Es opinión generalmente aceptada que los ascensos invernales de ciertos munros proporcionan las condiciones de escalada en hielo más difíciles de Europa. Algunos montañeros no están preparados para las, a menudo, condiciones climáticas extremas en las cumbres expuestas y cada año se producen muchos fallecimientos, a menudo como resultado de resbalones en las rocas húmedas o en el hielo.
Algunos montañeros suben los munros con la intención de subirlos todos, práctica conocida como "Munro bagging" o coleccionismo de munros. Habiéndolos subido todos, un montañero puede ser llamado Munroist. El coleccionismo de munros es una forma de coleccionismo de cumbres.

## Clasificación
El munro más conocido es el Ben Nevis en la región de Lochaber. Es el pico más alto de las islas británicas, con una altitud de 4.410 pies (1.340 m s. n. m.). Otros munros bien conocidos son:
- Ben Lomond, el más meridional de los munros.
- Ben Hope, el más septentrional de los munros.
- Ben Macdui y Cairn Gorm en los Cairngorms
- Buachaille Etive Mòr a la entrada a Glencoe, uno de los munros más fotografiados
- Liathach en Torridon
- Lochnagar, una montaña cerca del castillo real de Balmoral en la región de Glen Muick
- Schiehallion, en el centro de Escocia, donde se llevó a cabo el experimento homónimo.
- Sgurr nan Gillean, Sgurr Alasdair y el Inaccessible Pinnacle, en la cordillera de las Cuillin en la isla de Skye

Para su clasificación, los munros se dividen en 17 secciones, que son las siguientes:

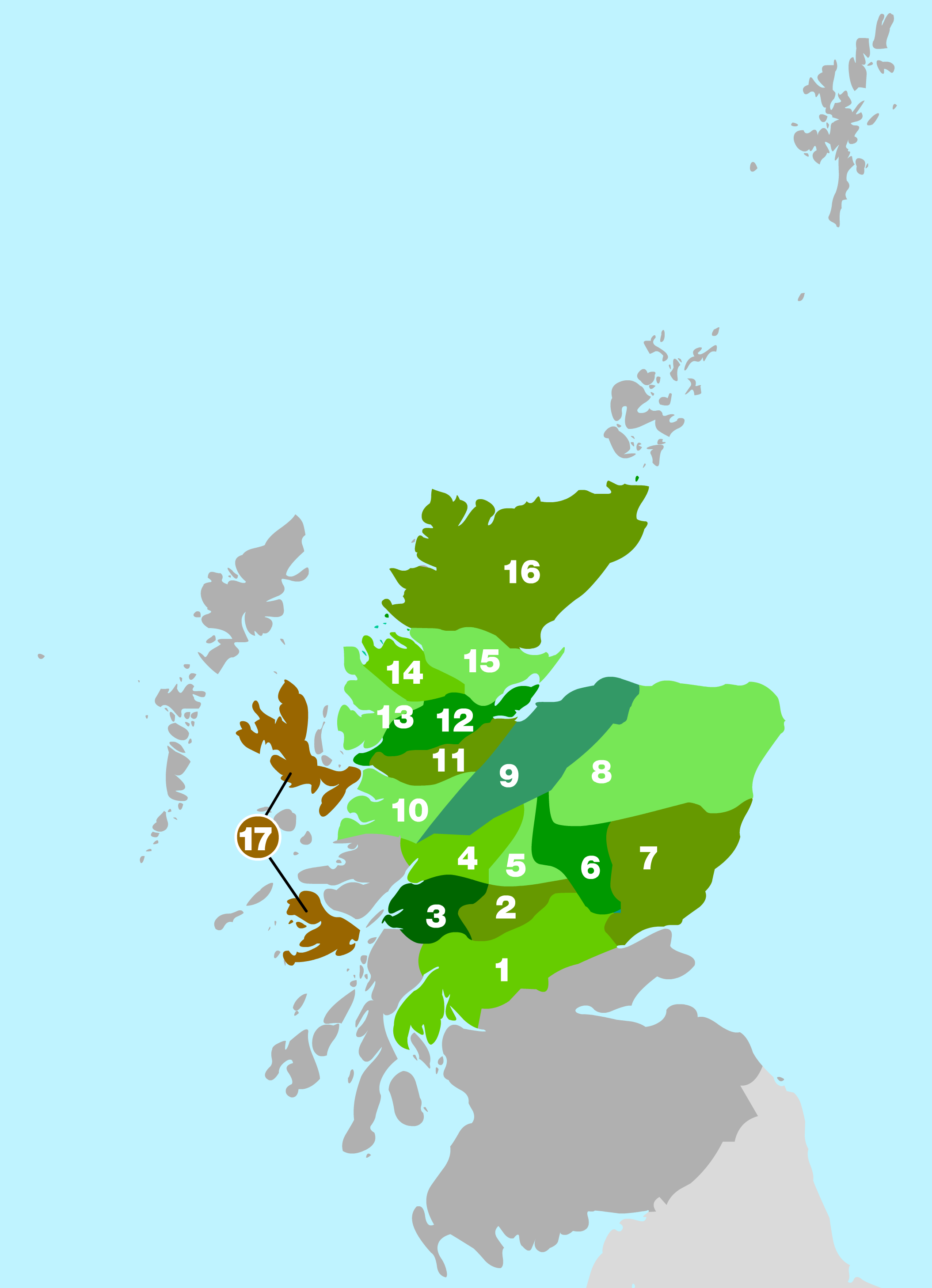
Esquema general de las regiones usadas en las tablas de Munro del año 1891 para dividir las cadenas montañosas de Escocia. Es un mapa basado en la información de la edición del año 2006 de The Munros - SMC Hillwalkers' Guide ISBN 0-907521-94-0.

### Sección 1:Firth de ClydeaStrath Tay
El pico más alto de esta sección es el Ben More, que tiene 1.174 m s. n. m. y está en el tramo entre Loch Lomond y Strathyre. Esta sección se divide en los siguientes tramos:
1a. Loch Tay a Perth
1b. Strathyre a Strathallan
1c. Loch Lomond a Strathyre
1d. Inveraray a Crianlarich

### Sección 2:Loch RannochaLoch Tay
El pico más alto de esta sección es el Ben Lawers, que tiene 1.214 m s. n. m. y está en el tramo de Glen Lyon a Glen Dochart y Loch Tay. Esta sección se divide en los siguientes tramos:
2a. Loch Rannoch a Glen Lyon
2b. Glen Lyon a Glen Dochart y Loch Tay

### Sección 3:Loch LevenaConnel BridgeyGlen Lochy
El pico más alto de esta sección es el Bidean nam Bian, que tiene 1.150 m s. n. m. y está en el tramo de Loch Linnhe a Loch Etive. Esta sección se divide en los siguientes tramos:
3a. Loch Leven a Rannoch Station
3b. Loch Linnhe a Loch Etive
3c. Glen Etive a Glen Lochy

### Sección 4:Fort WilliamaLoch Ericht
El pico más alto de esta sección es el Ben Nevis, que mide 1.344 m s. n. m. y está en el tramo entre Fort William a Loch Treig. Esta sección se divide en los siguientes tramos:
4a. Fort William a Loch Treig
4b. The Mamores
4c. Loch Treig a Loch Ericht

### Sección 5:Loch ErichtaGlen TromieyGlen Garry
El pico más alto de esta sección es el Beinn Udlamain, que mide 1.011 m s. n. m. y está en el tramo entre Loch Ericht y Glen Garry. Esta sección se divide en los siguientes tramos:
5a. Loch Ericht to Glen Garry
5b. Glen Garry to Gaick Pass

### Sección 6:Bosque de AthollaBraemaryBlairgowrie
El pico más alto de esta sección es el Beinn a' Ghlò, que mide 1.121 m s. n. m. y está en el tramo entre Pitlochry a Braemar y Blairgowrie. Esta sección se divide en los siguientes tramos:
6a. Glen Tromie a Glen Tilt
6b. Pitlochry a Braemar y Blairgowrie

### Sección 7:BraemaraMontrose
Alcanza su mayor altura en el Lochnagar (1155 m)

### Sección 8: losCairngorms
Su mayor altitud es el Ben Macdui, de 1.309 m.

### Sección 9:Spean BridgeaElgin
Tiene dos tramos: 9a. The Monadh Liath y 9b. Loch Lochy a Loch Laggan, en el que está la mayor altitud, el Creag Meagaidh (1128 m)

### Section 10:Glen ShielaGlenfinnan
Tiene cuatro tramos:
10a. Glen Shiel a Loch Hourn y Glen Quoich
10b. Knoydart a Glen Kingie, con el pico más alto: Sgurr na Cìche (1040 m)
10c. Loch Arkaig a Glen Moriston
10d. Mallaig a Fort William

### Sección 11:Loch DuichaLoch Ness, Sur deLoch Mullardoch
Con dos tramos: 11a. Loch Duich to Cannich, en el que está la mayor altura, Càrn Eige (1183 m) y 11b. Glen Affric to Glen Moriston

### Sección 12:Kyle de LochalshaInverness, Norte deLoch Mullardoch
Con dos tramos: 12a. Kyle de Lochalsh a Garve y 12b. Killilan a Inverness, donde está la cima más alta: Sgurr na Lapaich (1150 m)

### Sección 13:Loch CarronaLoch Maree
Dos son los tramos: 13a. Loch Torridon a Loch Maree, con el pico más alto que es Liathach - Spidean a' Choire Leith (1055 m), y 13b. Applecross to Achnasheen

### Sección 14:Loch MareeaLoch BroomyGarve
Tiene dos tramos: 14a. Loch Maree to Loch Broom y 14b. The Fannaichs, con la cima más alta: Sgurr Mòr (1110 m)

### Sección 15:UllapoolalMoray Firth
Dos tramos: 15a. Loch Broom a Strath Oykel, con cima en el Beinn Dearg (1084 m) y 15b. Loch Vaich a the Moray Firth

### Sección 16: El Extremo Norte
El pico más alto de esta sección es el Ben More Assynt, que tiene 998 m s. n. m. y está en el tramo entre Scourie y Lairg. Esta sección se divide en los siguientes tramos:
16a. Durness a Loch Shin
16b. Altnaharra a Dornoch
16c. Scourie a Lairg

### Sección 17:SkyeyMull
Cada una de las islas tiene su tramo: 17a. Skye Cuillin, donde está el pico más alto, el Sgurr Alasdair (992 m), y 17b. Mull.

## Lista de los 20 munros más altos
| Rank | Nombre                                 | Altitud(m) | Tramo                                   | Sección    |
| ---- | -------------------------------------- | ---------- | --------------------------------------- | ---------- |
| 1    | *Ben Nevis                             | 1.344      | 4a. Fort William a Loch Treig           | Sección 4  |
| 2    | *Ben Macdui                            | 1.309      | -                                       | Sección 8  |
| 3    | *Braeriach                             | 1.296      | -                                       | Sección 8  |
| 4    | **Cairn Toul                           | 1.291      | -                                       | Sección 8  |
| 5    | **Sgor an Lochain Uaine                | 1.258      | -                                       | Sección 8  |
| 6    | **Cairn Gorm                           | 1.244      | -                                       | Sección 8  |
| 7    | *Aonach Beag                           | 1.234      | 4a. Fort William a Loch Treig           | Sección 4  |
| 8    | **Aonach Mòr                           | 1.221      | 4a. Fort William a Loch Treig           | Sección 4  |
| 9    | **Càrn Mòr Dearg                       | 1.220      | 4a. Fort William a Loch Treig           | Sección 4  |
| 10   | *Ben Lawers                            | 1.214      | 2b. Glen Lyon a Glen Dochart y Loch Tay | Sección 2  |
| 11   | *Beinn a' Bhùird                       | 1.197      | -                                       | Sección 8  |
| 12   | *Càrn Eige                             | 1.183      | 11a. Loch Duich a Cannich               | Sección 11 |
| 13   | *Beinn Mheadhoin                       | 1.182      | -                                       | Sección 8  |
| 14   | **Mam Sodhail                          | 1.181      | 11a. Loch Duich a Cannich               | Sección 11 |
| 15   | *Stob Choire Claurigh                  | 1.177      | 4a. Fort William a Loch Treig           | Sección 4  |
| 16   | *Ben More                              | 1.174      | 1c. Loch Lomond a Strathyre             | Sección 1  |
| 17   | **Ben Avon - Leabaidh an Daimh Bhuidhe | 1.171      | -                                       | Sección 8  |
| 18   | *Stob Binnein                          | 1.165      | 1c. Loch Lomond a Strathyre             | Sección 1  |
| 19   | *Beinn Bhrotain                        | 1.157      | -                                       | Sección 8  |
| 20   | *Lochnagar                             | 1.155      | -                                       | Sección 7  |